# Sex Machineguns
Sex Machineguns (japanska: セックス・マシンガンズ) är ett japanskt speed metal-band som grundades 1989. Deras musik karaktäriseras av ett starkt fokus på elbas såväl som snabba gitarr- och bassolon. Bandet är känt för att bära annorlunda, exotiska Visual Kei-kläder (även om detta tonats ned under senare år), sjunga om våld och ge sina live-DVD:er namn som "SM Show" och då syfta till BDSM.

## Medlemmar
Nuvarande medlemmar
- Anchang (Andō Kōji) – gitarr (1989– ), sång (1992– )
- Shingo☆ (Shingo Tamaki) – basgitarr, bakgrundssång (2008– )

Tidigare medlemmar
- Saamasu – basgitarr (1989–1995)
- Asada – sång (1989–1992)
- Noisy (Hiroshy Oota) – sång (1992–1996), basgitarr, bakgrundssång (1996–2003)
- Atkins – basgitarr (1995–1996)
- MAD Power Tsuchiya (Tsuchiya Hiroshi) – trummor (1996–1998)
- Sussy (Masahito Furuya) – sologitarr, bakgrundssång (1996–2001)
- Roboter Imai – sång (1996)
- Speed Star Sypan Joe (Kouji Ueno) – trummor (1997–1999, 2004–2006, 2007, 2009)
- Clutch J. Himawari (Jun Kanki) – trummor (2000–2003)
- Panther (Yahiro Yoshikazu) – sologitarr, bakgrundssång (2001–2006, 2007, 2009)
- Samurai W. Kenjilaw (Kenjirou Murai) – basgitarr, bakgrundssång (2004–2006, 2007, 2009)
- Ken'ichi (Kenichi Imai) – trummor (2007–2012)
- Iberiko Moja Malmsteen	 (Ryotatsu Kuwae) – gitarr (2007–2008)
- Leon – trummor (2014–?)

Turnerande medlemmar
- Sussy – sologitarr (2008, 2009, 2011– )
- Leon – trummor (2013–2014)
- Clutch J. Himawari – trummor (1998-1999)
- Cyzer A. Hamburg – syntgitarr (2001)
- Crazy Horse Kameen – syntgitarr (2001–2003)
- Shingo☆ – basgitarr (2007)

## Diskografi (urval)
Demo
- The First Demo (1995)
- さそりの毒は恐ろしい (1996)

Studioalbum
- Sex Machinegun (1998)
- Made in Japan (1999)
- Barbe-Q★マイケル (2001)
- Ignition (2002)
- Heavy Metal Thunder (2005)
- Made in USA	 (2006)
- Cameron (2008)
- 45° Angle (2009)
- SMG (2011)
- Love Games (2014)
- Metal Monster (2015)
- Iron Soul (2018)

Livealbum
- Burning Hammer (2001)
- Live! Final Attack at Budokan (2003)

EP
- Live Fire (1997)
- 大漁 (2001)

Singlar
- "JAPAN 惑星からの物体"SEX"ツアー SPECIAL PREMIUM" (1997)
- "Hanabi-la 大回転" (1998)
- "Burn ~愛の炎を燃やせ~" (1998)
- "Tekken II" (1999)
- "みかんのうた" (1999)
- "みかんのうた (Live)" (1999)
- "Onigunsow" (1999)
- "愛こそすべて" (2000)
- "S.H.R. 〜セクシーヒーローレヴォリューション〜" (2001)
- "そこに、あなたが..." (2002)
- "暴走ロック" (2002)
- "世直し Good Vibration" (2002)
- "出前道一直線" (2004)
- "サスペンス劇場" (2005)
- "愛人 28" (2005)
- "廃品回収" (2007)
- "毒マムシ" (2007)
- "JACKY" (2007)
- "プライド" (2009)
- "37564" (2011)
- "雨の川崎" (2012)
- "未練Fire!" (2014)
- "メタル経理マン" (2015)
- "German Power" (2018)

Samlingsalbum
- Machineguns no Tsudoi (2003)
- To the Future Tracks: Gathering for Unreleased Songs (2003)
- Best Tracks – The Past and the Future (2008)
- Remix Best (2012)
- マシンガンスにしやがれ!! (2018)